# Allershausen
Allershausen is een gemeente in de Duitse deelstaat Beieren, en maakt deel uit van het Landkreis Freising.
Allershausen telt 5.976 inwoners.
Ook bij Uslar in Nedersaksen ligt een dorp met de naam Allershausen.
Allershausen ·
Attenkirchen ·
Au in der Hallertau ·
Eching ·
Fahrenzhausen ·
Freising ·
Gammelsdorf ·
Haag an der Amper ·
Hallbergmoos ·
Hohenkammer ·
Hörgertshausen ·
Kirchdorf an der Amper ·
Kranzberg ·
Langenbach ·
Marzling ·
Mauern ·
Moosburg an der Isar ·
Nandlstadt ·
Neufahrn bei Freising ·
Paunzhausen ·
Rudelzhausen ·
Wang ·
Wolfersdorf ·
Zolling